# 蓮芸
蓮芸（れんげい、文明16年（1484年）- 大永3年閏3月28日（1523年5月13日）は、室町時代後期から戦国時代にかけての浄土真宗の僧。富田教行寺及び名塩教行寺住持。本願寺第8世法主蓮如の8男。母は姉小路昌家の娘宗如。妻は中山宣親の娘如宗。子に実誓、賢勝、実孝室。幼名は光寿丸。諱は兼琇（兼秀）。二位権律師。

## 生涯
文明16年（1484年）、本願寺8代目法主蓮如と4番目の夫人宗如尼との間に誕生する。幼名は16歳年上の異母兄蓮悟がかつて付けられたのと同じ光寿丸と名付けられた。
明応7年（1498年）、父蓮如より摂津の富田道場（現大阪府高槻市）の2代目住持に任命され、この時に蓮如により富田御坊は「教行寺」と改名された。後年、同じく摂津名塩（現兵庫県西宮市）にあった中山の草堂も兼持、地元民に要望に答える形で草堂を建て替えて正式に寺院に格上げして名塩教行寺と命名し初代住持となった。
永正3年（1506年）の河内国錯乱では大坂にあった実賢を初めとして摂津・河内に拠点を置く門徒が実如から破門処分を受けたが、蓮芸は企てに関与無しとされ処分はなかった。その後も富田教行寺・名塩教行寺の2つの拠点から北摂地方の教化に心血を注ぎ、大永3年（1523年）閏3月28日没。享年40。蓮芸の死後、富田教行寺は長男実誓が、名塩教行寺は次男賢勝が相続した。
「真俗共に無類の哲人」として蓮如より寵愛を受けた宗如尼との間に生まれた唯一の男児という事で、蓮如も蓮芸に寵愛を加え二十歳にも満たない頃から2つの寺の住持としたばかりか自身の側近である下間駿河（下間光宗?）までも富田付きの坊官として与えたという。